# Джоуи (сериал)
„Джоуи“ (на английски: Joey) е американски комедиен сериал с участието на Мат ЛеБланк, който се завръща в ролята си на Джоуи Трибиани от ситкома „Приятели“. Той дебютира на 9 септември 2004 г. по NBC и завършва на 7 март 2006 г.

## „Джоуи“ в България
През 2005 г. сериалът започва по HBO със субтитри на български. Излъчени са и двата сезона.
В България първи сезон е излъчен през 2006 г. по Нова телевизия. Втори сезон започва през март 2008 г. с разписание всеки понеделник от 21:30, но това разписание остава за кратко и епизодите се излъчват през различни дни и часове, като последният е излъчен през същата година. Ролите се озвучават от артистите Йорданка Илова, Цветана Мирчева, Здравко Методиев и Светозар Кокаланов.
През 2009 г. започва излъчване по Fox Life, всеки понеделник от 21:55 по два епизода наведнъж, с повторение в събота и неделя от 13:00 и 22:40.